# Anca Safta
Anca Safta (* 9. Januar 1978) ist eine ehemalige rumänische Leichtathletin, die sich auf den Mittelstreckenlauf spezialisiert hat. Ihren größten Erfolg feierte sie mit dem Gewinn der Bronzemedaille mit der rumänischen 4-mal-400-Meter-Staffel bei den Halleneuropameisterschaften 2000.

## Sportliche Laufbahn
Erste internationale Erfahrungen sammelte Anca Safta im Jahr 1995, als sie bei den Junioreneuropameisterschaften in Nyíregyháza in 2:04,55 min die Bronzemedaille im 800-Meter-Lauf gewann und mit der rumänischen 4-mal-400-Meter-Staffel im Finale nicht das Ziel erreichte. Im Jahr darauf gelangte sie bei den Juniorenweltmeisterschaften in Sydney mit 2:03,64 min auf Rang fünf über 800 Meter und gewann mit der Staffel in 3:32,16 min die Silbermedaille. 1997 siegte sie in 2:03,47 min bei den Junioreneuropameisterschaften in Ljubljana und wurde mit der Staffel in 3:36,74 min Sechste. 1999 siegte sie in 2:10,68 min bei den Balkan-Hallenmeisterschaften in Piräus und Ende Juli gewann sie bei den U23-Europameisterschaften in Göteborg in 4:09,78 min die Bronzemedaille im 1500-Meter-Lauf hinter der Polin Lidia Chojecka und Jelena Sadoroschnaja aus Russland. Zudem konnte sie dort ihren Vorlauf über 800 Meter nicht beenden und sicherte sich in 3:31,71 min die Bronzemedaille mit der Staffel hinter den Teams aus Russland und Deutschland. Im Jahr darauf schied sie bei den Halleneuropameisterschaften in Gent mit 2:04,36 min in der Vorrunde über 800 Meter aus und gewann in 3:36,28 min gemeinsam mit Georgeta Petrea-Lazăr, Otilia Ruicu-Eșanu und Alina Rîpanu die Bronzemedaille hinter den Teams aus Russland und Italien. 2001 startete sie über 800 Meter bei den Hallenweltmeisterschaften in Lissabon und kam dort mit 2:06,13 min nicht über den Vorlauf über 800 Meter hinaus. Kurz zuvor gewann sie bei den Balkan-Hallenmeisterschaften in Piräus in 2:05,22 min die Silbermedaille. Sie war bis 2009 aktiv und bestritt im August 2009 ihren letzten offiziellen Wettkampf und beendete daraufhin ihre aktive sportliche Karriere im Alter von 31 Jahren.
In den Jahren 1999 und 2004 wurde Safta rumänische Hallenmeisterin im 1500-Meter-Lauf sowie 1999 auch über 800 Meter und 2005 im 3000-Meter-Lauf.

## Persönliche Bestleistungen
- 800 Meter: 2:01,75 min, 10. August 2003 in Bukarest
  - 800 Meter (Halle): 2:02,12 min, 21. Februar 2001 in Piräus
- 1500 Meter: 4:09,78 min, 31. Juli 1999 in Göteborg
  - 1500 Meter (Halle): 4:17,16 min, 9. Februar 2000 in Piräus
  - 3000 Meter (Halle): 9:26,15 min, 13. Februar 2005 in Bukarest